# Amarula Tree
"Amarula Tree" är Amanda Jenssens andra singel, som släpptes i butik den 16 april 2008. Låten är skriven av Amanda Jenssen tillsammans med Pär Wiksten och finns med på sångerskans debutalbum Killing My Darlings. Låten klättrade upp till plats 2 på svenska Digilistan i april 2008.
I låten sjunger Amanda om drycken Amarula, en gräddlikör där huvudingrediensen är frukt från marulaträdet.

## Listplaceringar
| Lista (2008) | Topplacering |
| ------------ | ------------ |
| Sverige      | 4            |